# One Love Peace Concert
Het One Love Peace Concert was een concert in de Jamaicaanse hoofdstad Kingston dat plaatsvond op 22 april 1978. Onder andere Bob Marley speelde op het concert. Het was zijn eerste concert na 16 maanden afwezigheid in Jamaica. Het concert is bekend omdat Bob Marley daar de twee politieke aartsvijanden, Michael Manley en Edward Seaga, op het podium riep en ze de hand liet schudden met de boodschap: One Love. Voor dat wel zeer nobel gebaar kreeg Bob Marley later dat jaar 'The Peace Medal Of The Third World' van de Verenigde Naties.

## Artiesten
- The Meditations
  - "Life Is Not Easy"
  - "Woman Is Like A Shadow"
- Althea and Donna
  - "Uptown Top Ranking"
- Dillinger
  - "Teeth And Tongue"
  - "The War Is Over"
  - "Eastman Skank"
- The Mighty Diamonds
  - "Keep On Moving"
  - "There's No Me Without You"
  - "I Need A Roof"
- Junior Tucker
  - "Happy"
  - "Mrs Melody"
- Culture
  - "Natty Never Get Weary"
  - "Natty Dread Taking Over"
  - "Stop This Fussing & Fighting"
- Dennis Brown
  - "Children of Israel"
  - "Love Me Always"
  - "Milk & Honey"
  - "Whip Them Jah"
  - "How Could I Leave"
- Trinity
  - "Who Say They A Gone"
  - "Already"
  - "Yabby You Sound"
- Leroy Smart
  - "Ballistic Affair"
- Jacob Miller and Inner Circle
  - "Forward Jah Jah Children"
  - "I'm A Natty"
  - "Discipline Child"
  - "Shakey Girl"
  - "Top Ranking Special"
  - "Tired Fe Lick Weed"
  - "Peace Treaty Special"
- Big Youth
  - "I Pray Thee"
  - "Every Nigger Is A Star"
  - "In This Ya Time"
  - "House of Dreadlocks"
  - "Isiah The First Prophet Of Old"
  - "Peace At Last"
  - "Old Man River"
  - "Hit The Road Jack"
- Beres Hammond
  - "Smile"
  - "I Miss You"
  - "One Step Ahead"
- Peter Tosh
  - "Igziabeher"
  - "400 Years"
  - "Stepping Razor"
  - "Burial"
  - "Equal Rights"
  - "Legalize It"
  - "Get Up, Stand Up"
- Ras Michael and The Sons of Negus
  - "Ethiopian National Anthem"
  - "None A Jah Jah Children No Cry"
  - "Come Down"
  - "In A Amagideon"
  - "A New Name"
- Bob Marley & The Wailers
  - "Lion of Judah"
  - "Natural Mystic"
  - "Trenchtown Rock"
  - "Natty Dread"
  - "Positive Vibration"
  - "War"
  - "Jammin'"
  - "One Love/People Get Ready"
  - "Jah Live"